# Подільський економічний район
Поді́льський економі́чний райо́н — економічний район України, розташований на Правобережній Україні, на заході лісостепової зони, охоплюючи Вінницьку, Тернопільську та Хмельницьку області.

## Населення
На території району проживає 4,6 млн осіб. Пересічна густота населення є нижчою від середньоукраїнської і становить 72,5 осіб/км². Район має один з найнижчих в Україні показників урбанізованості — 46 %. В середньому рівень зайнятості перевищує 70 %. Українці складають понад 92 % населення.

## Господарство
Основою господарського комплексу є потужний Агропромисловий комплекс, який базується на інтенсивному багатогалузевому сільському господарстві.

### Сільське господарство
Провідною галуззю сільського господарства є рослинництво. Основними зерновими культурами є пшениця, ячмінь, кукурудза, зернобобові; технічними — цукрові буряки, соняшник, тютюн. Розвинуте також картоплярство, овочівництво.
З галузей тваринництва виділяються молочно-м'ясне скотарство, свинарство, птахівництво, рибництво, бджільництво.

### Харчова промисловість
Визначальними для району у харчовій промисловості є цукрова, спиртова, м'ясна, молочна, маслоробна, сироварна, борошномельно-круп'яна, олійно-жирова, плодовоовочева, хлібопекарська промисловості. Підприємства галузі є у кожному міському населеному пункті.

### Машинобудування
Машинобудування спеціалізується на виробництві технологічного устаткування, електротехнічної продукції, сільськогосподарських машин (Кам'янець-Подільський, Могилів-Подільський, Бар, Чортків, Тернопіль).

### Електроенергетика
Найбільшими електростанціями є Хмельницька АЕС і Ладижинська ТЕС.

### Хімічна промисловість
Хімічна промисловість спеціалізується на виробництві фосфатних добрив, сірчаної кислоти, товарів побутової хімії, мийних засобів, штучної шкіри, виробів лісохімії (каніфолі, скипидару).

### Легка промисловість
Основними галузями легкої промисловості є бавовняна, трикотажна, швейна, взуттєва, хутрова, а найбільшими центрами — Тернопіль, Хмільник, Кам'янець-Подільський, Хмельницький, Шепетівка, Жмеринка, Кременець.

### Целюлозно-паперова промисловість
Целюлозно-паперова промисловість розвивається у Понінці, Славуті.

### Промисловість будівельних матеріалів
Промисловість будівельних матеріалів представлена цементною, цегельною, черепичною, скляною галузями, виробництвом стінових блоків.

## Транспорт
Найбільше перевезень здійснюється залізничним та автомобільним транспортом. Мережа доріг тут достатньо розгалужена. Основні транспортні вузли: Вінниця, Хмельницький, Козятин, Тернопіль, Жмеринка та ін. По території району проходять транснаціональні магістралі Москва-Вінниця-Тернопіль-Львів-Братислава (Відень, Будапешт); Москва-Київ-Вінниця-Кишинів-Бухарест (Софія, Афіни) та ін. Тут пролягають найбільші газо- і нафтопроводи: «Союз» і Уренгой-Помари-Ужгород.

## Експорт
У структурі експорту переважають цукор, деревина, напівфабрикати з деревини, овочеві, м'ясні, фруктові консерви, інструменти, підшипники, фосфатні добрива, миючі засоби, штучна шкіра, бавовняні і шерстяні тканини, будівельні матеріали, продукція целюлозно-паперової промисловості.

## Імпорт
Основними статтями імпорту є природний газ, нафтопродукти, прилади, машини, обладнання, автомобілі, автобуси.